# Insectores
Los insectores o fórmicos (buggers o formics en el inglés original) son una raza extraterrestre creada por Orson Scott Card en su novela de ciencia ficción El juego de Ender. 
Como su propio nombre indica, son una raza de características similares a las de los insectos. Aparentemente, evolucionaron en un planeta similar a la Tierra, con un aspecto que debía recordar al de las hormigas. A lo largo de su evolución los insectores comenzaron a desarrollar un endoesqueleto, el mismo camino seguido por los vertebrados en nuestro planeta, se deshicieron del exoesqueleto propio de los insectos y sus órganos internos se especializaron. Su bioquímica presenta también notables similitudes con la de los organismos terrestres. Por los datos recogidos en el asteroide Eros, su base de avanzada durante la Primera Invasión, los insectores utilizaban para ver la misma región del espectro electromagnético que los humanos. Curiosamente, y a diferencia de otros insectos, el olor, el tacto y el sonido no parecían tener especial importancia.
Socialmente, los insectores comparten también características con los insectos. Su jerarquía está coronada por una reina, que pone los huevos e imparte las órdenes a los zánganos. Sin embargo, su sistema de comunicaciones parece ser una comunicación instantánea en la que todos los miembros de la colmena comparten los mismos pensamientos, lo que fue puesto en evidencia por el colapso total de sus flotas de invasión al morir su reina y llevó a los humanos a la construcción del ansible. Ender exterminó a los insectores como raza (salvo una reina en animación suspendida) durante la Tercera Invasión.
- Datos: Q5470192